# Chechło Pierwsze
Chechło Pierwsze [ˈxɛxwɔ ˈpjɛrfʂɛ] es un pueblo ubicado  en el distrito administrativo de Gmina Dobroń, dentro del Distrito de Pabianice, Voivodato de Łódź, en Polonia central. Se encuentra aproximadamente a 4 kilómetros este de Dobroń, a 6 kilómetros al oeste de Pabianice, y a 19 kilómetros al suroeste de la capital regional Lodz.